# Чеснорская волость

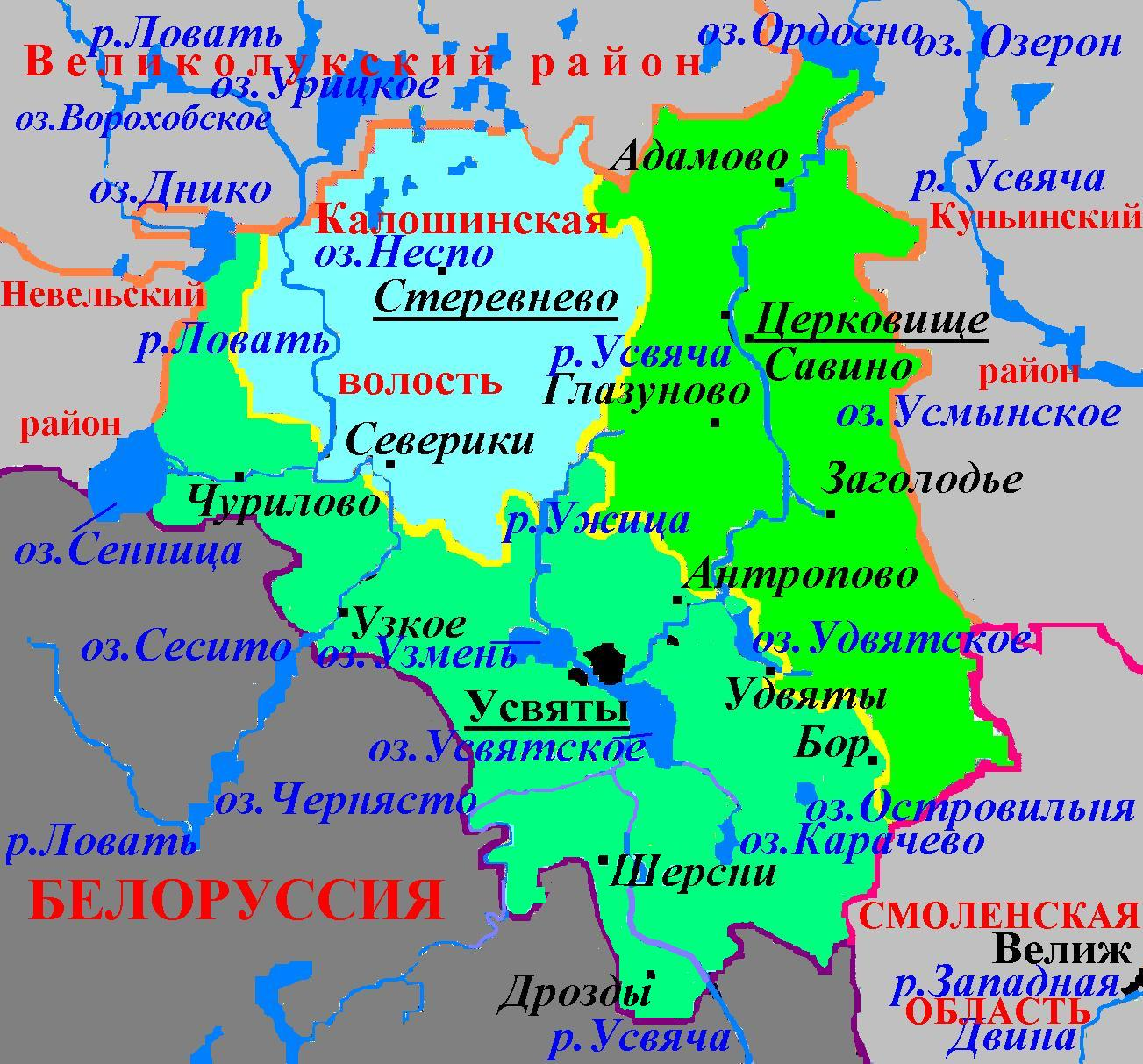
Административное деление Усвятского района в 2010—2015 гг.

Чеснорская волость — упразднённая административно-территориальная единица 3-го уровня и бывшее муниципальное образование со статусом сельского поселения в Усвятском районе Псковской области России.
Административный центр — деревня Шершни.

## География
Территория волости была самой южной в Псковской области и граничила на севере и востоке с Усвятской волостью Усвятского района Псковской области, на западе и юге — с Витебской областью Белоруссии.

## Население
Численность населения Чеснорской волости по переписи населения 2002 года составила 461 человек.

## Населённые пункты
В состав Чеснорской волости входило 14 деревень: 
Авсюхово,
Асмоловичи,
Бондарево,
Гривы,
Дрозды,
Карпекино,
Лобани,
Лукашенки,
Молитвино,
Мыший Бор,
Пристань,
Тарасово,
Чеснорье,
Шершни.

## История
Постановлением Псковского областного Собрания депутатов от 26 января 1995 года все сельсоветы в Псковской области были переименованы в волости, в том числе Чеснорский сельсовет был превращён в Чеснорскую волость.
Законом Псковской области от 28 февраля 2005 года в границах волости было также создано муниципальное образование Чеснорская волость со статусом сельского поселения с 1 января 2006 года в составе муниципального образования Усвятский район со статусом муниципального района.
На референдуме 11 октября 2009 год было поддержано объединение Чеснорской волости с Усвятской. Законом Псковской области от 3 июня 2010 года Чеснорская волость была упразднена, а её территория 1 июля 2010 года была включена в состав Усвятской волости.